# سرتششمة (مقاطعة كلاردشت)
سرتششمة (بالفارسية: سرچشمه) هي قرية تقع في Kuhestan Rural District في إيران. يقدر عدد سكانها بـ 17 نسمة .